# François-Christian Gau
François-Christian Gau (Charles François, Franz Christian), né le 15 juin 1790 à Cologne et mort le 31 décembre 1853 à Paris, est un architecte français d'origine allemande.

## Biographie
Il entre à l'Académie des beaux-arts de Paris en 1809 et part visiter l'Italie et la Sicile, puis l'Égypte et la Nubie. Là-bas, il réalise de nombreux dessins, des mesures et des rapports, avec l'intention de compléter les travaux scientifiques de l'expédition française d'Égypte. Il publie ses dessins, plans, sections et vues en 1822 dans Antiquités de la Nubie ou monuments inédits des bords du Nil, situés entre la première et la seconde cataracte, dessinés et mesurés in 1819. Plus tard il travaille également sur les ruines de Pompéi. 
Il est naturalisé français en 1825 et devient architecte pour la ville de Paris. On le charge de diriger la restauration des églises Saint-Julien-le-Pauvre et Saint-Séverin, ainsi que de concevoir la grande prison de la Roquette et la Basilique Sainte-Clotilde de Paris. La maladie le contraint à abandonner ses projets avant leur terme. Il meurt en 1853. Il est inhumé le 9 janvier au Cimetière de Montmartre 19e division.

## Réalisations
- Basilique Sainte-Clotilde de Paris[3], terminée par Théodore Ballu.
- Église évangélique de la Rédemption de Paris, terminée par Théodore Ballu.

## Ouvrages
- Le zodiaque de Dendérah, 1822[4].
- François Christian Gau, Antiquités de la Nubie, Paris, Imprimerie et librairie de Firmin Didot, 1822, 153 p. (lire en ligne) — gravures entre autres de Desaulx.